# Andrzej Sołtan-Pereświat
Andrzej Sołtan-Pereświat (30 de noviembre de 1906-4 de septiembre de 1939) fue un deportista polaco que compitió en remo. Ganó una medalla de bronce en el Campeonato Europeo de Remo de 1927, en la prueba de ocho con timonel.

## Palmarés internacional
| Campeonato Europeo | Campeonato Europeo | Campeonato Europeo | Campeonato Europeo |
| Año                | Lugar              | Medalla            | Prueba             |
| ------------------ | ------------------ | ------------------ | ------------------ |
| 1927               | Como (Italia)      | Medalla de bronce  | Ocho con timonel   |